# Malise, 6. Earl of Strathearn

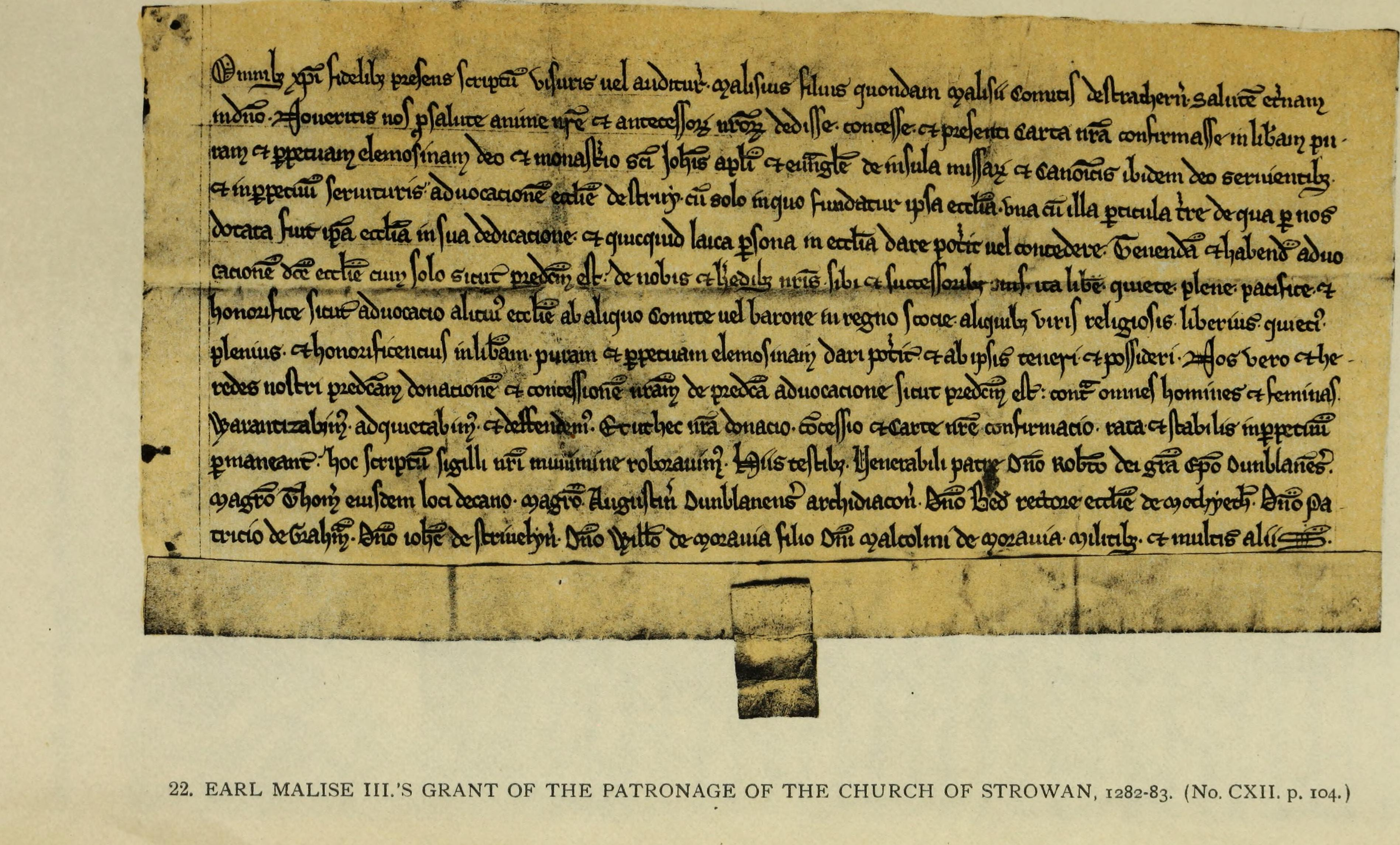
Urkunde einer Schenkung von Malise III zugunsten Inchaffray Abbey

Malise, 6. Earl of Strathearn (auch Malise III, Earl of Strathearn oder schottisch-gälisch Maol Íosa, 6. Earl of Strathearn) (* um 1261; † zwischen 28. Januar 1313 und 1317) war ein schottischer Magnat. Er spielte während der unruhigen Zeit des Ersten Schottischen Unabhängigkeitskriegs eine bedeutende politische Rolle. Wie viele andere Magnaten schwankte seine Loyalität zwischen der Verteidigung der schottischen Unabhängigkeit und der Unterwerfung unter die englische Oberhoheit, dabei verlor er schließlich seinen Titel und seine Ländereien.

## Herkunft
Malise entstammte einer alten gälischen Familie, die bereits seit Anfang des 12. Jahrhunderts den Titel Earl of Strathearn führte. Er war der älteste Sohn von Malise, 5. Earl of Strathearn und von dessen zweiten Frau Matilda, einer Tochter von Gilbert, Jarl von Orkney und Earl of Caithness.

## Tätigkeit als Magnat während des schottischen Thronfolgestreits
Malise war noch minderjährig, als sein Vater 1271 starb. Wahrscheinlich erhielt er einen Vormund, der seine Besitzungen verwaltete, dessen Name jedoch nicht bekannt ist. Nach 1281 trat er sein Erbe an und übernahm die Verwaltung der Besitzungen seines Vaters sowie den Titel Earl of Strathearn. 1284 gehörte er zu den 39 Magnaten, die nach dem Tod des Königssohns Alexander Margarete, die Enkelin von König Alexander III., als potentielle Thronfolgerin anerkannten. 1290 nahm er an der Parlamentsversammlung in Birgham teil, die die Heirat von Margarete mit dem englischen Thronfolger Eduard billigte. Wenige Monate später bezeugte er den Vertrag von Salisbury, der das Heiratsbündnis mit England bestätigte. Die junge Margarete starb jedoch im Oktober 1290, womit die Thronfolge in Schottland völlig ungeklärt war. Ab Juni 1291 gehörte Strathearn als einer der Auditoren von John Balliol der Gerichtsversammlung an, die über die Ansprüche der Thronanwärter entscheiden sollte. Im Juli 1291 schwor er dem englischen König Eduard I., der die Versammlung leitete, als Oberherrn von Schottland die Treue. Im Oktober und November 1292 war Strathearn in Berwick, als schließlich John Balliol zum König der Schotten bestimmt wurde.

## Rolle im Schottischen Unabhängigkeitskrieg

### Unterstützung des Thronanspruchs von John Balliol
Als der englische König in den nächsten Jahren aber weiter die Oberherrschaft über Schottland beanspruchte, unterstützte Strathearn König John Balliol, der die Ansprüche des englischen Königs zurückwies. Wie andere schottische Magnaten wurde auch Strathearn im Juni 1294 vom englischen König zu einem Feldzug im Krieg mit Frankreich aufgerufen, doch er kam der Aufforderung nicht nach. Als aber Balliol offenbar dem zunehmenden englischen Druck nachgeben wollte, gehörte Strathearn im Juli 1295 der Parlamentsversammlung in Stirling an, die einen Regentschaftsrat wählte, wodurch der König faktisch entmachtet wurde. Strathearn war einer der vier Earls, die als Mitglieder des zwölfköpfigen Rats gewählt wurden. Anfang 1296 besiegelte er das Bündnis mit Frankreich, was quasi einer Kriegserklärung an England gleichkam. Als es daraufhin zum Krieg mit England kam, gehörte Strathearn zu den schottischen Magnaten, die im Frühjahr 1296 einen Angriff auf das nordenglische Carlisle führten. Danach zog er sich wahrscheinlich nach Norden zurück.

### Schwankende Haltung im Kampf gegen die Engländer
Nach der schottischen Niederlage bei Dunbar und dem Zusammenbruch des schottischen Widerstands unterwarf sich Strathearn bei Stirling dem englischen König, der im August 1295 die Verwaltung von Schottland übernahm. Eduard I. beließ Strathearn seine Besitzungen, doch zwang er ihn, seine beiden jüngeren Söhne Gilbert und Robert als Geiseln zu stellen. Die beiden Söhne wurden im Tower of London festgehalten. Dennoch schloss sich Strathearn nach der englischen Niederlage in der Schlacht bei Stirling Bridge im September 1297 der von William Wallace geführten Rebellion gegen die englische Herrschaft an. Möglicherweise waren seine beiden Söhne zuvor auf die englische Seite gewechselt und im Dienst des englischen Königs während des Feldzugs nach Flandern gefallen. Im Oktober 1297 nahm Strathearn an dem von William Wallace geführten Raubzug nach Northumberland teil, doch über seine weiteren Aktivitäten während des Unabhängigkeitskriegs ist bis 1303 nichts bekannt. Wahrscheinlich hatte er sich nach Strathearn zurückgezogen und nahm nicht aktiv an den Kämpfen gegen England teil. Angesichts der drückenden militärischen Überlegenheit der Engländer und dem Seitenwechsel anderer schottischer Magnaten wie Robert Bruce unterwarf sich Strathearn 1303 erneut dem englischen König. Als Eduard, der Prince of Wales im Spätsommer 1303 nach Nordschottland vorstieß, gehörte Strathearn zu seinem Gefolge. Strathearn mussten seinen einzigen verbliebenen Sohn Malise als Geisel stellen. Dafür ernannte ihn der englische König zum stellvertretenden Warden von Schottland nördlich des Forth, und in den nächsten Jahren diente Strathearn zurückhaltend, aber loyal dem englischen König.

### Ablehnung des Thronanspruchs von Robert Bruce
Im März 1306 setzte jedoch Robert Bruce die Rebellion gegen die englische Herrschaft fort und erhob sich zum König der Schotten. Wie sich Strathearn in den nächsten Monaten verhielt, ist nicht genau geklärt. Als Verbündeter und Verwandter der Comyns misstraute Strathearn generell Bruce, der im Februar 1306 John Comyn of Badenoch ermordet hatte, und glaubte, dass dessen Rebellion rasch niedergeschlagen würde. Er nahm nicht an der Krönung von Bruce teil, doch wenig später leistete er dennoch Bruce Hommage. Nach der Niederlage von Bruce in der Schlacht bei Methven im Juni 1306 unterwarf er sich rasch dem englischen Kommandanten Aymer de Valence. Im November ließ ihn der englische König aber als Gefangenen in das südenglische Rochester Castle bringen, wo er in milder Haft festgehalten wurde.

### Gefangenschaft in England
Nach dem Tod von Eduard I. im Juli 1307 gab der neue König Eduard II. Strathearn die Gelegenheit, sich zu verteidigen, da er seine Unschuld beteuerte. Strathearn erklärte, dass er 1306 nicht seinen Eid gegenüber dem englischen König brechen wollte und sich geweigert hatte, Bruce als König anzuerkennen. Daraufhin nahm ihn der Earl of Atholl gefangen und zwang ihn unter Androhung des Todes, Bruce zu huldigen. Anschließend ließ Atholl die Besitzungen von Strathearn plündern. Vor der Schlacht bei Methven forderte Robert Bruce von Strathearn Waffenhilfe, doch dieser wollte nun Bruce verraten und sich den Truppen von Aymer de Valence anschließen. Bruce erfuhr dies jedoch, belagerte Strathearn in dessen Gut bei Kenmore und ließ seine Besitzungen erneut plündern. Trotz dieser Erklärung und seiner Loyalitätsbeteuerungen gegenüber der englischen Krone blieb Strathearn zunächst weiter in Haft.

### Kampf auf englischer Seite, Verlust seines Titels und Tod
Im November 1307 wurde Strathearn nach York Castle verlegt. Erst im November 1308 kam er wieder frei. Zwar zahlte ihm der englische König nun eine kleine Pension, doch er untersagte ihm bis 1310 die Rückkehr nach Schottland. Strathearn blieb zunächst in Berwick, doch er unterstützte nun mit absoluter Loyalität den englischen König. 1312 gehörte er der englischen Garnison von Perth an. Sein Sohn war inzwischen ebenfalls freigekommen, hatte sich dann aber Robert Bruce angeschlossen. Als die Schotten Anfang 1313 Perth eroberten, wurde Strathearn von seinem eigenen Sohn gefangen genommen und vor Robert Bruce gebracht. Robert Bruce enteignete ihn nicht, doch zwang er ihn, seinen Titel und seine Besitzungen an seinen Sohn zu übergeben. Sein weiteres Schicksal ist unbekannt, wahrscheinlich starb er kurz vor 1317. Er wurde in der Familienstiftung Inchaffray Abbey beigesetzt.

## Ehe und Nachkommen
Strathearn hatte Agnes geheiratet. Sie war wahrscheinlich eine Tochter von Alexander Comyn, 6. Earl of Buchan, nach anderen Angaben hieß sie Emma oder Marjory. Malise hatte mit ihr mindestens vier Kinder:
- Malise, 7. Earl of Strathearn
- Gilbert († nach 1297)
- Robert († nach 1297)
- Matilda († 1348) ⚭ Robert de Thony

Seine Frau überlebte ihn und war vermutlich die Countess of Strathearn, die während eines Parlaments 1320 beschuldigt wurde, die Soules-Verschwörung unterstützt zu haben.
Strathearn war der letzte Earl aus dem alten gälischen Geschlecht, der Schenkungen zugunsten der Familienstiftung Inchaffray Abbey machte. Diese Schenkungen waren aber sehr bescheiden und erfolgten 1282 und 1283, kurz nachdem er volljährig geworden war.